# Rumpler C.III
Rumpler C.III je bilo dvosedežno izvidniško letalo iz časa prve svetovne vojne nemškega proizvajalca Rumpler. V uporabo je prišlo konec leta 1916. V proizvodnji ga je hitro nadomestil naslednji model Rumpler C.IV, ki je imel boljši motor.

## Zgodovina

### Razvoj
Nastal je kot naslednik modela Rumpler C.I pod tovarniško oznako »6 A5«. Opremljen je bil z motorjem Benz Bz.IV in je bil v proizvodnji le malo časa, izdelovali so jih le v zimi 1916-17, nato je bil zamenjan z novejšim Rumpler C.IV, ki je imel vgrajen motor Mercedes D.IVa. 

### Bojna uporaba
V enote na fronti je začel prihajati decembra 1916. Kmalu po začetnem nastopu na zahodni fronti so vsa letala C.III in tudi prve C.IV, umaknili iz uporabe ter jih poslali nazaj v tovarno, da so opravili na njih trdnostne izboljšave. Težava je bila v tem, da je motor proizvajal preveč vibracij za tako krhko letalo. Predvsem je bila pod vprašajem trdnost zadnjega dela trupa kamor so se prenesle vibracije in posledično so s tem letalom doživeli nekaj nesreč. Ko so težavo odpravili so ponovno nastopili na bojišču. Ker je bil model C.III hitro zamenjan z C.IV jih je bilo na bojišču v uporabi relativno malo. Največ jih je bilo naštetih februarja 1917, in sicer 42, potem je to število le še upadalo.

## Specifikacija: Rumpler C.III
Karakteristike:
- Posadka: dva (pilot in opazovalec)
- Dolžina: 8,20 m
- Razpon kril: 12,66 m
- Teža praznega letala: 839 kg
- Največja teža: 1.264 kg
- Motor: 1 × Benz Bz.IV z močjo 220 KM (160 kW)

Zmogljivosti:
- Največja hitrost: 136 km/h
- Vrhunec: 4,000 m

Oborožitev:
- 1 × trdno vgrajena sinhronizirana strojnica spredaj - LMG 08/15 kalibra 7,92 mm
- 1 × premična strojnica zadaj - Parabellum MG14 kalibra 7,92 mm